# Leichenversuch
Bei Leichenversuchen wird das dynamische und kinematische Verhalten des menschlichen Körpers als Reaktion auf eine mechanische Belastung an Leichen ("postmortalen Probanden" oder "Post Mortem Human Subjects (PMHS)") untersucht. Sie werden hauptsächlich in der Unfallforschung eingesetzt.
Die Versuche dienen der Kalibrierung von Crashtest-Dummys, der Validierung von Simulationsergebnissen und sind zur Entwicklung zuverlässiger Rückhaltesysteme (Sicherheitsgurte, Airbags, Gurtstraffer etc.) sowie anderer Schutzeinrichtungen (Helme, Kindersitze etc.) erforderlich. Auch Versuche, die extreme mechanische Belastungen erfordern, sind nur an Leichen durchführbar. Die Aussagekraft solcher Leichenversuche ist umstritten, da die mechanische Belastbarkeit einer Leiche nicht vollständig der eines lebenden Menschen entspricht. Die wichtigsten Störfaktoren sind der Grad der Totenstarre und die nach dem Tod einsetzenden Verwesungsprozesse. Durch Leichenversuche nicht zugänglich sind außerdem Verletzungen, die sich nur durch eine Funktionsstörung, wie Bewusstseinsverlust oder Lähmung, ausdrücken.
Vorteile
- Anthropometrisch ähnlich lebenden Menschen
- Materialeigenschaften des Gewebes nahezu identisch (Abhängig von Zeitspanne seit dem Tod und Präparation)

Nachteile
- Keine Muskelspannung
- Meist ältere Personen (wenig repräsentative Ergebnisse)
- Keine physiologischen Reaktionen
- Ethische Bedenken